# Bielsteiner Kotten
Bielsteiner Kotten war eine Ortslage an der Wupper in der bergischen Großstadt Solingen. Sie ging auf einen dort befindlichen Schleifkotten zurück, der Ende des 19. Jahrhunderts abbrannte. Die Wupperschleife am Bielsteiner Kotten, die als Naturschutzgebiet geschützt ist, gilt heute als einer der landwirtschaftlich reizvollsten Abschnitte der Wupper in Solingen.

## Lage
Der Bielsteiner Kotten befand sich im Unteren Wuppertal im äußersten Süden von Solingen. Dort befand er sich in den niedrigen Flussauen einer Wupperschleife auf dem Abschnitt zwischen Glüder im Osten und Rüden im Westen am Nordufer der Wupper. Der Fluss bildet in diesem Abschnitt die Stadtgrenze zu Leichlingen. Der Kotten war von Wüstenhof und Balkhausen über schmale Wege zu erreichen. Reste des zum einstigen Kotten gehörenden Unter- und Obergrabens sind noch im Geländeprofil teilweise noch erkennbar. Nördlich der Wüstung des Kottens thront auf einem Bergsporn Burg Hohenscheid über der Wupper. Ferner ist das Gebiet durch Wanderwege erschlossen, auch der Klingenpfad führt in der Nähe des einstigen Kottens vorbei.
Benachbarte Orte sind bzw. waren (von Nord nach West): Hohenscheid, III. und II. Balkhausen, Raderhof, Wolfstall, Wupperhof, Auer Kotten und Wüstenhof.

## Geschichte
Der Bielsteiner Kotten, benannt nach den Bielstein genannten Felswänden auf der gegenüberliegenden Flussseite, entstand als einer der ersten Wupperkotten vermutlich in der zweiten Hälfte des 16. Jahrhunderts. Der Kotten war 1569 zunächst ohne Genehmigung errichtet worden. Um die Konzession beim Landesfürsten bemühten sich die beiden Erbauer erst zwei Jahre später im Jahr 1571.:60–62
In dem Kartenwerk Topographia Ducatus Montani von Erich Philipp Ploennies, Blatt Amt Solingen, aus dem Jahre 1715 ist der Kotten als Doppelkottenanlage ohne Namen verzeichnet. Er wurde in den Ortsregistern der Honschaft Balkhausen innerhalb des Amtes Solingen geführt. Die Topographische Aufnahme der Rheinlande von 1824 verzeichnet den Kotten ebenfalls unbeschriftet, die Preußische Uraufnahme von 1844 verzeichnet den Kotten als Schl. In der Preußischen Neuaufnahme von 1893 ist der Kotten mit Namen verzeichnet.
Der Bielsteiner Kotten gehörte nach Gründung der Mairien und späteren Bürgermeistereien zur Bürgermeisterei Dorp, die im Jahre 1856 das Stadtrecht erhielt, und lag dort in der Flur VI. Hohenscheid. Die Bürgermeisterei beziehungsweise Stadt Dorp wurde nach Beschluss der Dorper Stadtverordneten zum 1. Januar 1889 mit der Stadt Solingen vereinigt.
Der Kotten brannte am Ende des 19. Jahrhunderts vollständig ab. Nach Überlieferungen brannte ein Teil des Doppelkottens im Jahre 1886, der andere im Jahre 1892 ab. Der Kotten wurde nicht wieder aufgebaut. Ein Grund dafür war seine entlegener Standort, die Transport- und Lieferwege zu dem Kotten bzw. nach Solingen waren lang und beschwerlich. Mit dem Aufkommen der Dampfschleifereien ab der Mitte des 19. Jahrhunderts wurde die Herstellung von Schneidwaren schließlich auch orts- und witterungsunabhängig möglich.:60–62 Die Wüstung befindet sich heute im Naturschutzgebiet Tal- und Hangbereiche der Wupper mit Seitenbächen.